# Уся банда в зборі
«Уся банда в зборі» (англ. The Gang's All Here) — американський мюзикл 1943 року режисера Басбі Берклі. У головних ролях — Еліс Фей, Кармен Міранда, Філ Бейкер і Бенні Гудмен зі своїм оркестром. Еліс Фей під час зйомок фільму була вагітна другою дочкою. У грудні 2014 року був внесений до Національного реєстру фільмів США, володіючи культурним, історичним або естетичним значенням.

## Сюжет
Молодий сержант, красень Енді Месон, зустрічає співачку з нічного клубу, Едді Ален і закохується в неї. Але неофіційно він заручений зі своєю давньою подругою Вівіан. Його частину відправляють на фронт, звідки він повертається героєм. На честь повернення Енді, його батько організовує виставу в будинку нареченої, Вівіан, і запрошує для виступу Едді й кордебалет з нічного клубу. На репетиціях Едді дізнається правду про стосунки Енді й Вівіан. Але сама наречена зовсім не хоче заміж, вона хоче бути танцівницею. Так хмари розсіюються, і закохані об'єднуються.

## В ролях
- Еліс Фей — Едді Аллен
- Кармен Міранда — Доріт
- Філ Бейкер — Філ Бейкер
- Бенні Гудмен — грає самого себе
- Юджин Паллетт — Ендрю Мейсон
- Шарлотта Ґрінвуд — місис Пейтон Поттер
- Едвард Еверетт Гортон — Пейтон Поттер
- Тоні Де Марко — грає самого себе
- Джеймс Еллісон — Енді Месон
- Шила Райан — Вівіан Поттер
- Дейв Уілкок — Пет Кесі
- Джун Гавер — дівчина з хору
- Джун Хевер — дівчина в хорі, в титрах не вказано
- Джинн Крейн — дівчина в хорі, в титрах не вказано

Спочатку роль Вівіан повинна була грати Лінда Дарнелл.